# Micròlit

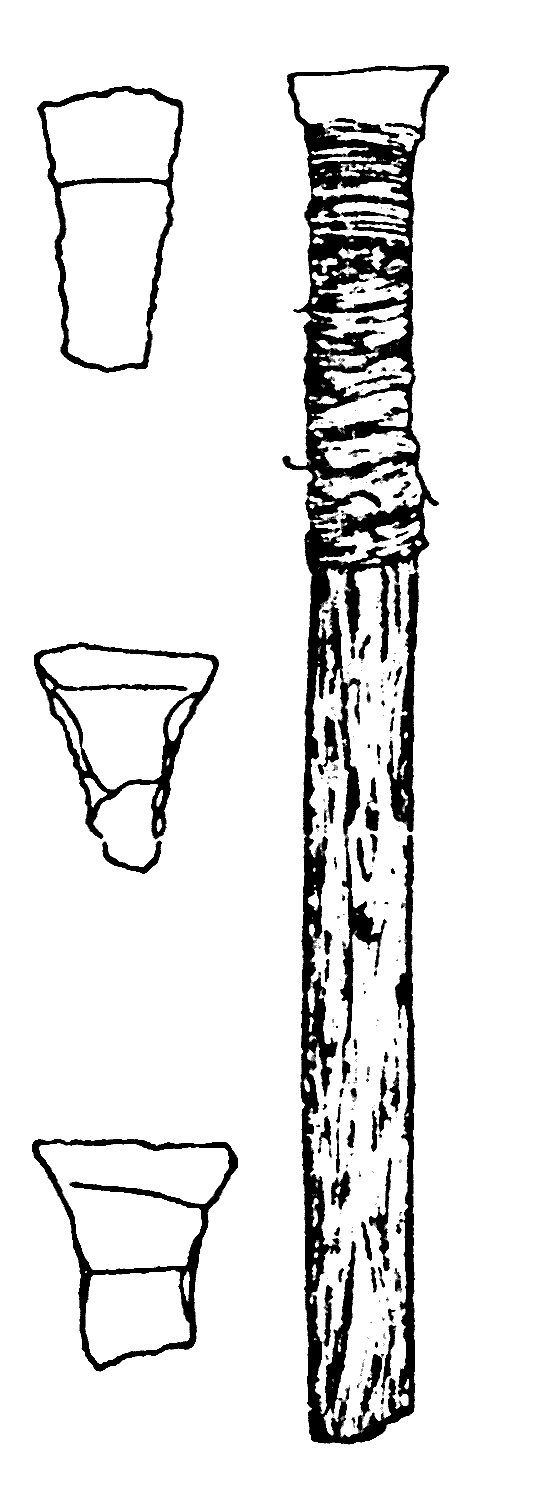
Trapezis i fletxa armada d'un trapezi provinent d'una torbera de Dinamarca, a Tværmose

Un micròlit, del grec: micros i lithos, que significa 'petita pedra', és una eina petita de pedra tallada utilitzada en la prehistòria. Designa elements de les armadures, sovint de formes geomètriques, de llargada generalment inferior a 40 mm i de gruix inferior a 4 mm. Aquestes petites eines es feien a partir de trossos de sílex (ascles) i caracteritza les eines dels darrers caçadors-recol·lectors (de l'Epipaleolític i mesolític).

## Història

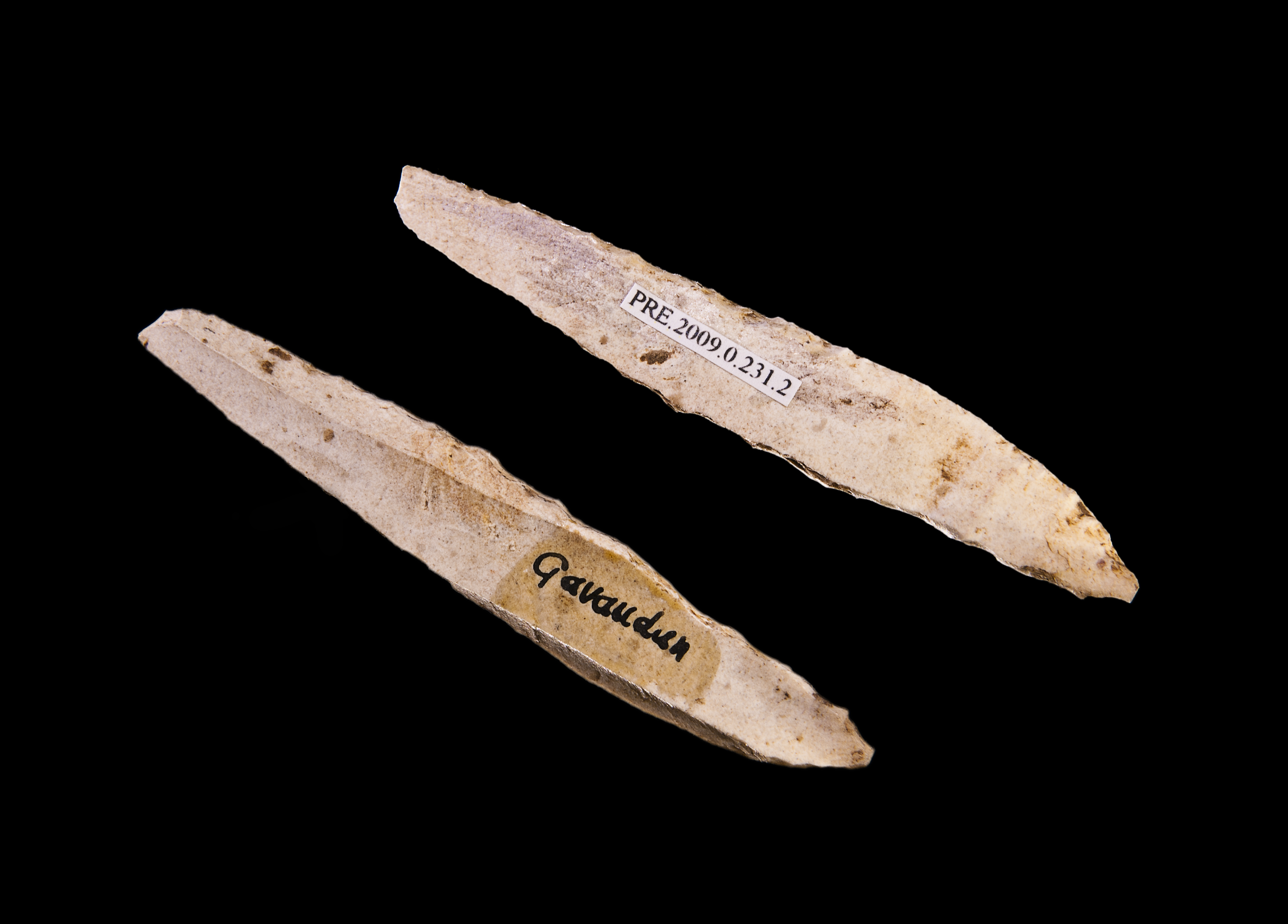
Microgravettes

La miniaturització de les armadures dels projectils és perceptible en el curs del Paleolític superior: ja es percep en el gravettià en les microgravettes. El procés de microlitització continua i s'amplifica en el curs del magdalenià. En l'Epipaleolític i mesolític, es destinen aquests petits fragments de pedra especialment a les fletxes.

## Característiques
Els micròlits es fan a partir de laminetes (ascles) de sílex, fetes a partir de petits nuclis o de nuclis de mida gran.
La tècnica utilitzada per fer les ascles pot ser la percussió indirecta o la pressió.

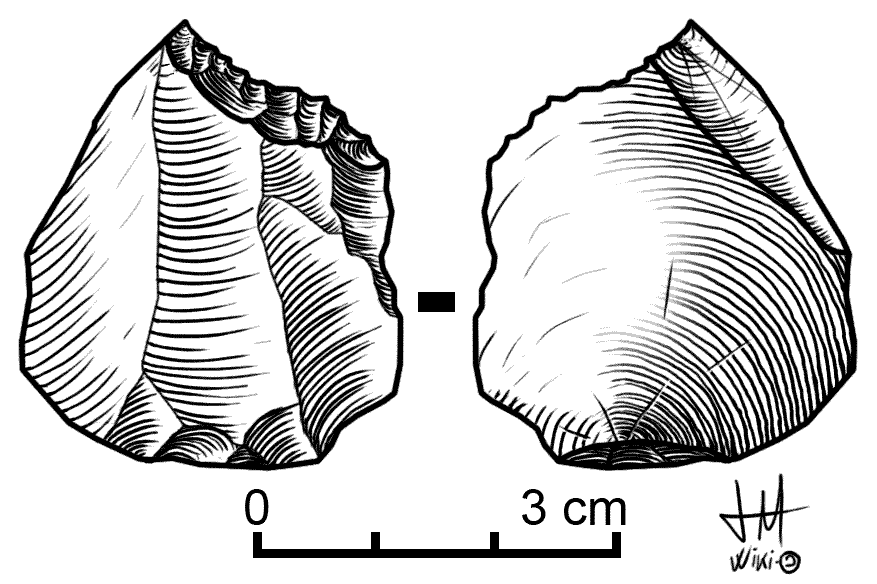
Microburí, per fabricar els micròlits
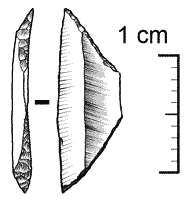
Trapezi
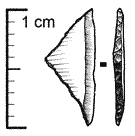
Triangle
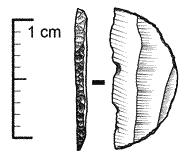
Segment de cercle